# Фомин, Василий Матвеевич
Василий Матвеевич Фомин (7 марта 1908 — 29 января 1945) — советский военнослужащий, участник Великой Отечественной войны, Герой Советского Союза, командир пулемётной роты 113-го стрелкового полка 32-й стрелковой дивизии 4-й ударной армии 1-го Прибалтийского фронта, капитан.

## Биография
Родился 7 марта 1908 года в селе Ильгощи ныне Рамешковского района Тверской области. Член ВКП(б)/КПСС с 1938 года. Окончил шесть классов, работал плотником.
В 1930 году призван в ряды Красной Армии. В 1939 году окончил военно-хозяйственные курсы. В боях Великой Отечественной войны с июня 1941 года.
В октябре 1944 года 4-я ударная армия вышла к побережью Балтийского моря и прижала к воде мемельскую группировку противника. Больше двух месяцев шли напряжённые бои по её уничтожению. Наконец 28 января 1945 года наши воины ворвались в Мемель. Противники побежали из города по косе Курише-Нерунг. Они увозили с собой награбленное. Чтобы помешать этому, 113-й стрелковый полк получил задачу зайти с тыла, отрезать врагу пути отхода. Рано утром 29 января 1945 года два батальона, в том числе и рота капитана В. М. Фомина, скрытно прошли два километра по льду залива Куришес-Хафф и внезапно появились на косе Курише-Нерунг. Капитан В. М. Фомин одним из первых достиг города и ворвался во вражескую траншею. Умелые расчётливые действия пулемётчиков содействовали быстрому подавлению неприятельской обороны. Рота В. М. Фомина закрепилась у хутора. Капитан обошёл все расчёты, проверил готовность к бою, разъяснял обстановку. Гитлеровцы, собрав все силы, бросились в атаку, чтобы прорваться на запад. Пулемётчики не допустили их до своих позиций. Потом накатилась вторая волна атакующих. И третья, и четвёртая. Связь с полком прервалась. Один пулемёт за другим выходил из строя. Всё меньше оставалось пулемётных лент. А противники наседали. Иногда им удавалось приблизиться вплотную к траншее наших солдат. В ответ летели гранаты. При пятой атаке ротный поднял всех оставшихся в живых на штыковой бой и сам первым кинулся на противников. Натиск отбит. Враг отброшен. Остался один пулемёт да горстка измотанных, раненых бойцов. Короткий зимний день клонился к закату. И тут началась шестая атака. Капитан В. М. Фомин сам лёг за пулемёт. И снова противники остановились. В этот момент погиб Фомин. Похоронен в деревне Кайряй Клайпедского района Литвы.
Указом Президиума Верховного Совета СССР от 19 апреля 1945 года за образцовое выполнение боевых заданий командования и проявленные при этом мужество и героизм капитану Василию Матвеевичу Фомину посмертно присвоено звание Героя Советского Союза.
Награждён орденами Ленина и Красной Звезды.
В селе Ильгощи установлена мемориальная доска. В 1976 году база океанического рыболовного флота в Клайпеде пополнилась современным кораблём. Новый траулер был назван «Василий Фомин».